# Bruno Emmert

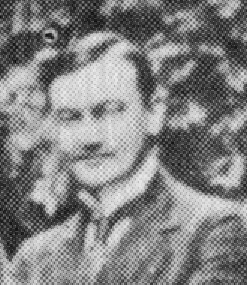
Bruno Emmert 1909

Bruno Emmert (* 1880; † 1967)  war ein deutscher Chemiker und Hochschullehrer. Die von ihm beschriebene Emmert-Reaktion zur Synthese von Dialkyl-pyridin-2-yl-carbinolen trägt seinen Namen.

## Leben
Emmert wurde 1905 an der Universität Würzburg mit einer zweiteiligen Arbeit I. Das Verhalten des Succinimids bei der elektrolytischen Reduktion. II. Über die Ursache der spontanen Depression des Kathodenpotentials bei der Elektrolyse verdünnter Schwefelsäure promoviert. Er habilitierte sich 1909 Über die Elektrolyse quartärer Stickstoffverbindungen. Als Nachfolger von Wilhelm Manchot wurde er 1914 zum außerordentlichen Professor für anorganische und analytische Chemie an der Universität Würzburg ernannt. Die Rechte eines ordentlichen Professors erhielt er 1937 ebenfalls dort, verbunden mit einem Lehrauftrag für Chemie, insbesondere Analytische Chemie. Emmert wurde 1952 emeritiert.

## Forschungsgebiete
Emmerts Arbeitsgebiete waren u. a. Eisenkomplexe und die synthetische organische Chemie.